# چنارناز
چنارناز، روستایی از توابع بخش ایثار شهرستان مروست در استان یزد ایران است.

## جمعیت
این روستا در دهستان ایثار قرار دارد و براساس سرشماری مرکز آمار ایران در سال ۱۳۸۵، جمعیت آن ۱۲۰۰ نفر ۴۲۰خانوار) بوده‌است.